# Alexandra Salmela

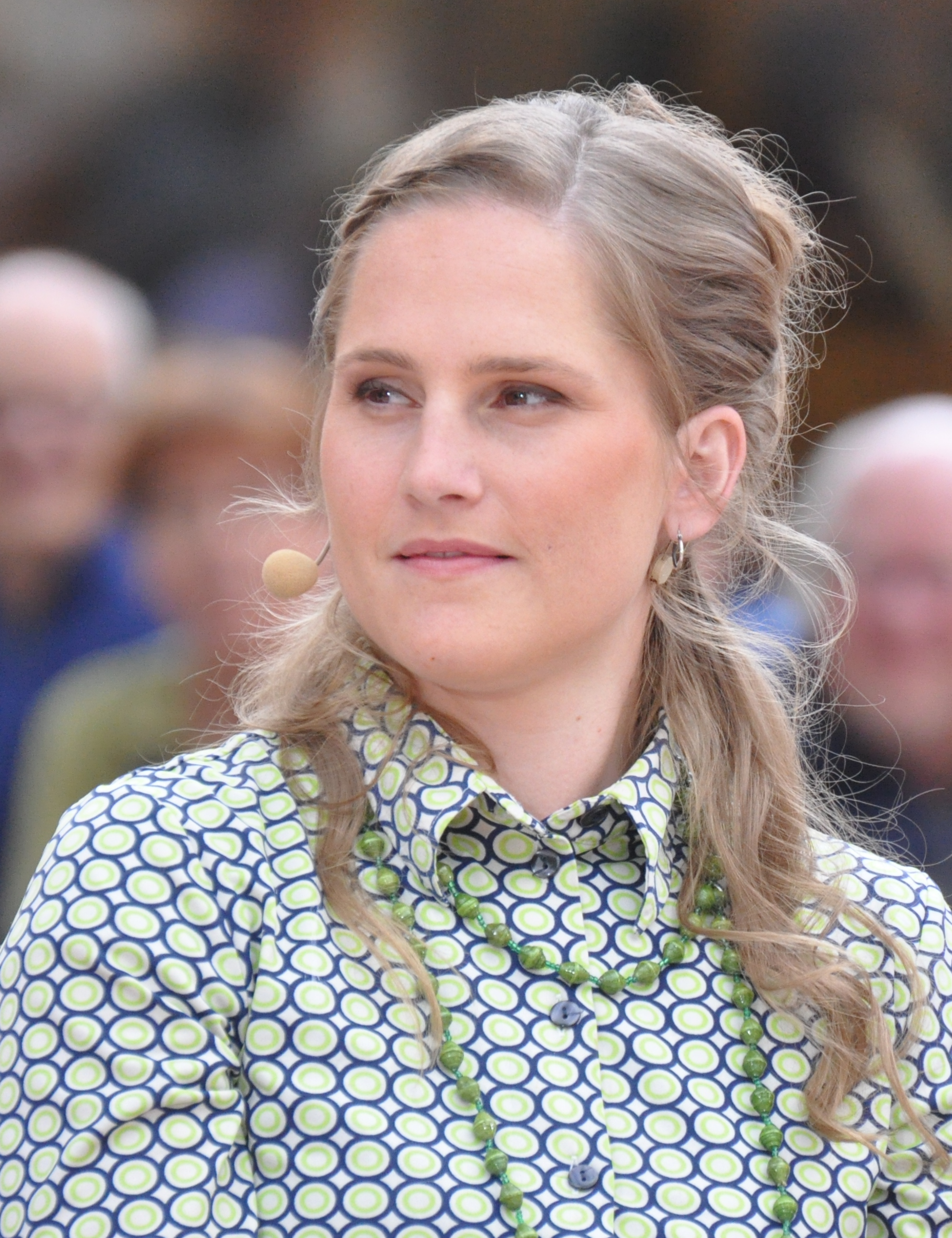
Alexandra Salmela (2011)

Alexandra Salmela, geborene Alexandra Balážová (* 7. November 1980 in Bratislava, Tschechoslowakei), ist eine slowakische Schriftstellerin, die in Finnland lebt und in Finnisch schreibt.

## Leben
Alexandra Salmela studierte Theater und Dramaturgie an der Hochschule für Musische Künste Bratislava (VŠMU), gefolgt von einem Masterstudium in Finnisch an der Karls-Universität Prag. Bereits während ihrer Jugend schrieb sie Gedichte und Kurzgeschichten. Nachdem sie nach Finnland gezogen war, begann sie mit ihrem ersten Roman. 2010 debütierte sie schließlich mit 27 eli kuolema tekee taiteilijan. Das Buch wurde in mehrere Sprachen übersetzt, darunter ins Englische und Slowakische. Für das beste Debüt wurde sie mit dem Helsingin-Sanomat-Literaturpreis ausgezeichnet. Eine Nominierung erhielt sie für den Finlandia-Preis und den slowakischen Literaturpreis Anasoft litera.
Salmela lebt mit ihrem Ehemann und den zwei gemeinsamen Kindern in Tampere.

## Werke (Auswahl)
- 27 eli kuolema tekee taiteilijan (2010)
- Kirahviäiti ja muita hölmöjä aikuisia (2013)
- Antisankari (2015)

## Auszeichnungen (Auswahl)
- Helsingin-Sanomat-Literaturpreis 2010 für „27 eli kuolema tekee taiteilijan“
- Kalle-Kaihari-Kulturpreis 2010